# Espen Hoff
Espen Hoff (ur. 20 listopada 1981 w Larvik, Norwegia) – norweski piłkarz grający na pozycji pomocnika w norweskim klubie IK Start.

## Kariera klubowa
Hoff swoją karierę rozpoczął w klubie Larvik Turn. W 1999 roku przeszedł do Odds BK. W barwach tego klubu zdobył 37 bramek w 157 meczach. W 2006 roku przeszedł do klubu ze stolicy, Lyn Fotball. Rozegrał w tym klubie 67 meczów strzelając w nich 22 bramki. W 2008 roku stał się piłkarzem Stabæk Fotball. Zagrał w tym klubie w 46 meczach zdobywając 6 goli. W 2010 roku przeszedł do IK Start. Dotychczas rozegrał w nim 45 meczów strzelając 13 bramek.

## Kariera reprezentacyjna
W reprezentacji Norwegii zadebiutował 25 stycznia 2005 w meczu towarzyskim z reprezentacją Bahrajnu.